# Драгослав Првуловић
Драгослав Првуловић (Штитарац, 31. јул 1917 - Књажевац, 6. новембар 1996) био је учитељ по професији, а свој животни и радни век као и велико знање и ентузијазам посветио је настави, унапређењу просвете, писању и марљивом прикупљању грађе о завичају.

## Школовање и каријера:
Основну школу завршио је у Трговишту, нижу гимназију у Књажевцу, а након тога учитељску школу у Ужицу. Од 1938. до 1955. радио је као учитељ у Дејановцу, Алдинцу, Васиљу, Црном Врху, Јањи и Жлну.
Године 1955. на дужност просветног инспектора Среза Зајечар, врши надзор у школама на простору ,,од Миџора до Хомоља”. Ради унапређивања школског система, 1958. године биће премештен на дужност шефа Одсека за просвету и културу Општине Књажевац. Затим је 1959. године у Доњој Каменици постављен за увереника ОШ,,Првул Милићевић Паша”. Ту функцију Драгослав Првуловић успешно ће обављати до 1969, када је школа припојена ОШ,,Димитрије Тодоровић Каплар” у Књажевцу, у којој ће Првуловић радити као инспектор подручних одељења, помоћник директора и учитељ. Од 1973. био је учитељ у ОШ,,Тимочки партизани” у Књажевцу, одакле 1980. године одлази у пензију, са пуне четрдесет две године радног стажа.
Његова дугогодишња каријера допринела је немерљивом доприносу развоја школства књажевачког краја. Његовим ангажовањем у сеоским срединама у којима је радио реновиране су и опремљене старе дотрајале куће намењене школи. У Јањи подигнута је нова школска зграда, у Доњој Каменици организована осмогодишња основна школа, са издвојеним одељењима у Горњој Каменици, Репушници и Папратни.
Од 1950. до 1955. је у Жлну водио културно- просветни друштво ,,Полет”,  чија су фолклорна секција и шаховски клуб имали запажене резултате на локалним и регионалним такмичењима. У Жлну ће основати и Народну књижницу и читаоницу, за коју је обезбедио фонд од преко хиљаду књига.
Време у пензији проводиће као сарадник Књижевних новина, као и у писању и сређивању белешки обимне грађе које је годинама прикупљао на терену. Његова писана заоставштина која је сачувана у рукопису, у власништву је породице, и састоји се од тридесет свезака и великог броја бележница, записа, докумената, и друге грађе.
Значајан део заоставштине чине две свеске аутобиографских записа под натписом ,,Моји универзитети”, и три свеске рукописа о историји школства књажевачког краја ,,Основно школство 1833-1915”, ,,Основно школство 1919-1944” и ,,Основно школство 1944-1983”.

## Најзначајнија дела
Аутор је двадесет једног рукописа хроника дела од којих су најзначајнији Бањски Орешац (1985), Доња Каменица (1984), Горња Соколовица (1988), Папратна (1978), и Штитрац (1988).
Почетком осамдесетих година 20. века забележиће ратне приче тридесет осморице солунаца и приредио две свеске рукописа ,,Из наше славне епопеје” и ,,Ратни дневник једнога солунца”. Одломци ових казивања објављивани су у  Књажевачким новинама 1983. и 1984., док је цео рукопис први пузт објављен у издању Народне библиотеке ,,Његош” 2022. године.
Драгослав Првуловић аутор је деветнаест текстова о књажевачким селима- Репушници, Папратни, Локви, Дејановцу, Старом кориту и другима, који су у Књажевачким новинама објављени 1981. и 1982. (бр. 65-105) и фељтона ,,Кроз историју књажевачког школства”, који је у четрдесет три наставка 1990. и 1991 године штампан у овом листу (бр. 334-376).
Без обзира на то што је највећи део његове писане заоставштине остао необјављен, он је као значајни аутор, хроничар књажевачких села и познавалац локалних просветних прилика, оставио значајан прилог познавању прошлости књажевачког краја.